# Strada statale 180 di Cropani
La ex strada statale 180 di Cropani (SS 180), ora strada provinciale 158/1 Cropani-Sersale (SP 158/1), è una strada provinciale italiana che collega Sersale con la costa ionica.

## Storia
La strada statale 180 venne istituita nel 1953 con il seguente percorso: "Innesto con la SS. n. 109 a Sersale - stazione di Cropani."

## Percorso
La strada ha origine nel centro abitato di Sersale, distaccandosi dalla ex strada statale 109 della Piccola Sila e proseguendo in direzione sud-est alla volta di Cropani. Una volta attraversato il paese, il tracciato continua in direzione sud fino al raggiungimento della strada statale 106 Jonica, non lontano dalla località di Cropani Marina.
In seguito al decreto legislativo n. 112 del 1998, dal 2002 la gestione è passata dall'ANAS alla Regione Calabria, che ha provveduto al trasferimento dell'infrastruttura al demanio della Provincia di Catanzaro.